# Hansgünther Heyme

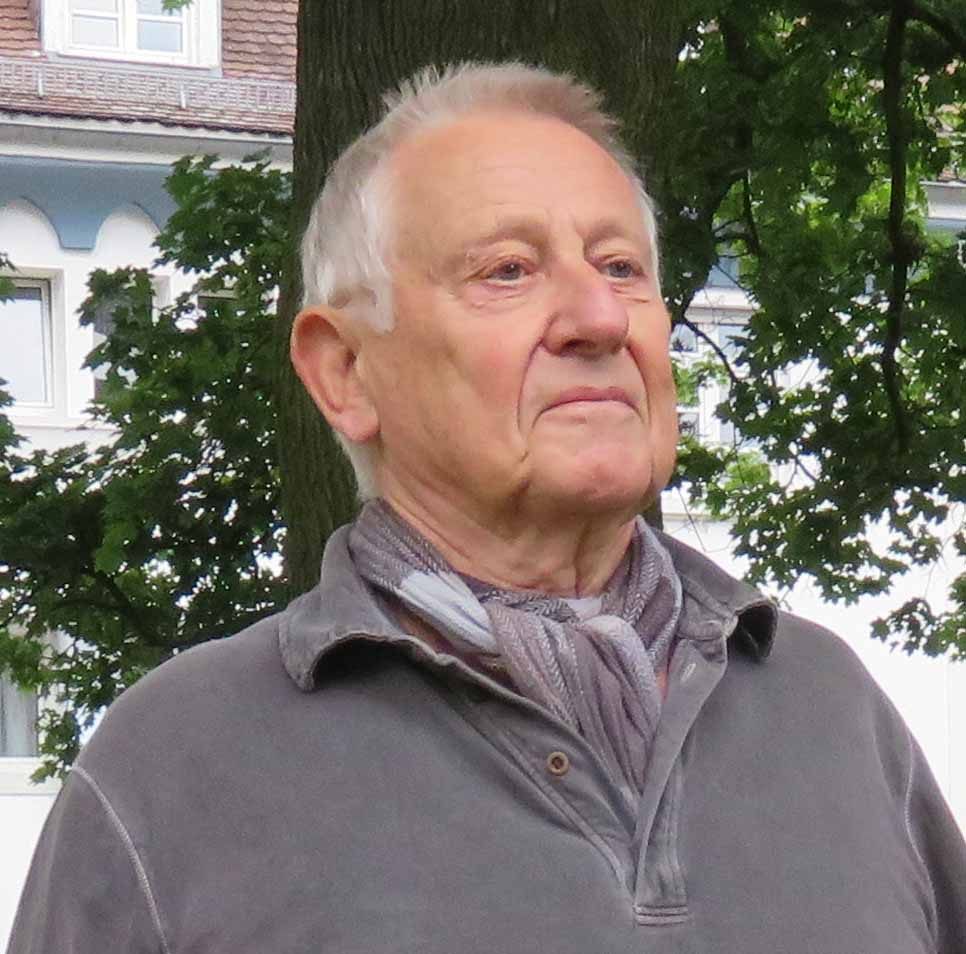
Hansgünther Heyme (2017)

Hansgünther Heyme (* 22. August 1935 in Bad Mergentheim) ist ein deutscher Theater- und Fernsehregisseur.

## Biographie
Heyme studierte Anfang der 1950er Jahre zunächst Architektur, Soziologie und Philosophie, bevor er in Karlsruhe erstmals Schauspielunterricht nahm. In Mannheim lernte er Mitte der 1950er Jahre die Arbeiten Erwin Piscators kennen und wurde dessen Assistent. Mit Piscator, dem großen Theatermacher der 1920er Jahre, reiste er für Theaterarbeiten ins In- und Ausland. Zwischen 1957 und 1963 arbeitete Heyme dann als Schauspieler und Regisseur an den Theatern in Mannheim und Heidelberg, bevor er für fünf Jahre Hausregisseur am Staatstheater in Wiesbaden wurde. 1965 wurde er mit Marat/Sade erstmals zum Berliner Theatertreffen eingeladen und galt seitdem neben Peter Stein als einer der bedeutenden Repräsentanten des neuen deutschen Regietheaters.
Ab Mitte der 1960er Jahre begann Heyme, neben seiner Arbeit in Wiesbaden an diversen Häusern in Europa als Gastregisseur zu inszenieren. 1968 wurde er Schauspielleiter der Städtischen Bühnen in Köln. Hier begann eine enge Zusammenarbeit mit dem Übersetzer antiker griechischer Literatur Wolfgang Schadewaldt, dessen Textfassungen er in Köln auf die Bühne übertrug. 1979 wurde er nach elf Jahren in Köln als Nachfolger von Claus Peymann Intendant des Württembergischen Staatstheaters in Stuttgart. Er blieb dort bis 1985 und wurde danach Intendant des Grillo-Theater in Essen, wo er bis 1992 blieb. Während dieser Zeit arbeitete er eng mit der Folkwangschule zusammen, indem er junge Regisseure und Schauspieler in ihrer Ausbildung unterstützte.
Neben dieser Tätigkeit übernahm er von 1990 bis 2003 die Funktion des künstlerischen Leiters der Ruhrfestspiele in Recklinghausen. Nach seinem Abschied von Essen wurde er 1993 Intendant am Theater Bremen. Dort blieb er jedoch nur bis 1994, da es mit dem Bremer Senat erhebliche Auseinandersetzungen über die Finanzierung des Theaters gab. Von 2004 bis Ende 2014 leitete er das Theater im Pfalzbau, Ludwigshafen am Rhein, nachdem er sich in der Zwischenzeit vollständig auf die Ruhrfestspiele konzentriert hatte. 1996 wurde ihm der Verdienstorden des Landes Nordrhein-Westfalen verliehen. 2007 wurde er für seine Theaterarbeit mit dem Kunstpreis Rheinland-Pfalz ausgezeichnet.
Von 2010 bis 2013 realisierte Heyme im Theater im Pfalzbau in Kooperation mit der Deutschen Staatsphilharmonie Rheinland-Pfalz und der Oper Halle Richard Wagners Der Ring des Nibelungen. Bei diesem großangelegten Kooperationsprojekt RING Halle Ludwigshafen war Heyme verantwortlich für Inszenierung und Ausstattung. Ab 2015 tätig als freier Regisseur und Ausstatter.
Der Dokumentarfilm Liebe auf den ersten Blick von Detlev F. Neufert (Erstausstrahlung: WDR, 18. Dezember 1987) porträtiert Heyme und seine Arbeit in Essen.
Sein persönliches Archiv (das Bühnenbildentwürfe, Regiebücher, Fotografien und andere Materialien umfasst) befindet sich seit 2015 in der Theaterwissenschaftlichen Sammlung Köln.

## Theater-Regiearbeiten (Auswahl)
- 1964: Marat/Sade von Peter Weiss in Wiesbaden, eingeladen zum Berliner Theatertreffen 1965
- 1965: Wilhelm Tell von Friedrich Schiller in Wiesbaden
- 1968: Ödipus von Sophokles in Köln
- 1969: Wallenstein von Friedrich Schiller in Köln
- 1972: Maria Magdalena von Friedrich Hebbel – Schauspiel Köln, eingeladen zum Berliner Theatertreffen 1973
- 1979: Hamlet von William Shakespeare (Bühnenbild und Medienkonzept von Wolf Vostell)
- 1980: Die Vögel von Aristophanes
- 1981: Die Phoenizierinnen des Euripides (Übersetzt von Jochen Berg, Bühnenbild von Wolf Vostell)
- 1982: Demetrius von Friedrich Schiller – Schauspiel Stuttgart, eingeladen zum Berliner Theatertreffen 1983
- 1982: Nathan der Weise von Gotthold Ephraim Lessing – Schauspiel Stuttgart, eingeladen zum Berliner Theatertreffen 1983
- 1984: Wilhelm Tell von Friedrich Schiller – Schauspiel Stuttgart, eingeladen zum Berliner Theatertreffen 1985
- 1986: Cromwell von Christoph Hein
- 1987:  Miele, ein Charakterbild (TV-Produktion von Hansgünther Heyme), nach Johannes Schlaf
- 1987: Faust von Johann Wolfgang von Goethe
- 1988: Die schreckliche aber unvollendete Geschichte von Norodom Sihanouk, König von Kambodscha von Hélène Cixous
- 1989: Orestie von Aischylos
- 1989: Kabale und Liebe von Friedrich Schiller
- 1990: Ein Sommernachtstraum von William Shakespeare
- 1990: Der Tod des Empedokles, Fragmente von Friedrich Hölderlin
- 1991: Moskauer Gold von Tariq Ali / Howard Brenton
- 2010: Das Rheingold von Richard Wagner
- 2013: Gas I & II aus der Sozialen Trilogie von Georg Kaiser – Koproduktion das Staatstheater Karlsruhe und der Ruhrfestspiele Recklinghausen
- 2014: Gilgamesch – Theater im Pfalzbau Ludwigshafen
- 2015: Der Sturm von Shakespeare
- 2015: Philoktet von Heiner Müller – Theater Tiefrot Köln, eingeladen zu den Privattheatertagen Hamburg
- 2016: Am Rand von Sedef Ecer – Koproduktion der Hamburger Kammerspiele und der Ruhrfestspiele Recklinghausen
- 2016: Die Perser von Aischylos – Stadttheater Ingolstadt
- 2017: Agrippina – Stadthalle an der Orangerie Kirchheimbolanden
- 2018: Götz von Berlichingen – Burgfestspiele Jagsthausen
- 2018: Der Kaiser von Atlantis – Ludwigshafen, Koproduktion von Ludwigshafen setzt Stolpersteine e. V., Pfalztheater Kaiserslautern, Musikhochschule Mannheim und Staatsphilharmonie Rheinland-Pfalz
- 2020: Lear von William Shakespeare – St. Michael, Köln,- Produktion Milan Sládek Pantomime Theater GmbH
- 2020: Herakles des Euripides – Theatrale Video Installation – Köln, Produktion disdance project Köln

## Filmografie (Auswahl)
- 1985: Blanche oder Das Atelier im Garten
- 1986: Tatort – Aus der Traum
- 1987: Miele